# Star Hits
Star Hits fue un canal de televisión por suscripción premium latinoamericano de origen estadounidense, formó parte del paquete de canales Star Premium.

## Historia
El canal fue lanzado como Cinecanal 2 el 1 de junio de 1997 como parte del antiguo paquete de canales Moviecity, este canal poseía la programación de Cinecanal pero ordenada en horarios diferentes al canal original. El 1 de noviembre de 2007 fue renombrado como CityMix en un plan de ampliación del paquete de LAPTV. En 2012, LAPTV lanzó una unificación de la marca premium bajo la marca Moviecity, renombrando la señal como  Moviecity Hollywood, desde el 1 de febrero de 2012.
Fox Movies comenzó a emitir el día 3 de noviembre de 2014 como reestructuración de la señal Moviecity Hollywood, tras ser adquirido por Fox International Channels a LAPTV, en toda Latinoamérica.
El 11 de marzo de 2017 tomó el nombre de Fox Premium Movies.
Luego de la adquisición de 21st Century Fox por parte de Disney en 2019, y con tal de evitar relacionarla con la actual Fox Corporation, el 27 de noviembre de 2020 Disney anunció que los canales de Fox serían renombrados bajo el nombre Star, cuestión que se concretó el 22 de febrero de 2021. Así, Fox Premium Movies fue renombrado como Star Hits.
En la madrugada del 1 de febrero de 2022, Star Hits finalizó sus emisiones, junto con el resto de canales del grupo.

## Programación
Su programación estaba centrada en la transmisión de películas de cualquier género y también de estreno. Emitía con 1 a 2 minutos de separación entre películas que se transmitían en su idioma original con subtítulos en español. Poseía solo 2 señales (una en formato estándar y otra en alta definición).